# 比利·雷·赛勒斯
威廉·“比利”·雷·希拉（英語：William "Billy" Ray Cyrus，1961年8月25日—），美国乡村音乐歌手、词曲作者、演员以及慈善家。

## 早期生活
威廉·雷·赛勒斯生于美国肯塔基州格里纳普县弗拉特伍兹市，他的父亲罗恩·希拉是一名政治家及退休钢铁工人。

## 音乐生涯
Billy Ray Cyrus 鄉村歌手
曾在2019年跟Lil Nas合作寫了Old Town Road

## 演艺事业
曾飾演，鄰家特務及孟漢娜。亦演出美國知名電視劇"DOC"的男主角Clint Cassidy。

## 个人生活
美國歌手麥莉·希拉及諾亞·希拉為其女兒。